# Struthiosaurinae
Sous-famille
Genres de rang inférieur
- † Anoplosaurus Seeley, 1879
- † Europelta Kirkland, 2013
- † Hungarosaurus Ősi, 2005
- † Struthiosaurus Bunzel, 1870, genre type

Les Struthiosaurinae (struthiosaurinés en français) forment une sous-famille éteinte de dinosaures ornithischiens herbivores, des ankylosauriens de la famille des nodosauridés.
Ce taxon est érigé en 1923 par le géologue Franz Nopcsa von Felső-Szilvás. Il a été redéfini en 2013 par James Kirkland et ses collègues, comme un clade de nodosauridés européens ayant vécu de la fin du Crétacé inférieur au début de l'Albien jusqu'à la fin du Crétacé supérieur, soit sur un intervalle environ entre 112 à 66 Ma (millions d'années).

## Historique
Franz Nopcsa en 1923 définit tout d'abord les struthiosaurinés comme une sous-famille de la famille des Acanthopholidae. Cette famille, érigée également par Franz Nopcsa, en 1902, est aujourd'hui considérée comme un synonyme junior de la famille des nodosauridés.
En 2000, une étude des plaques osseuses dermiques (ostéodermes) couvrant la partie supérieure du corps des ankylosauriens, indique que les struthiosaurinés n'abrite qu'un seul genre : Struthiosaurus.

## Définition

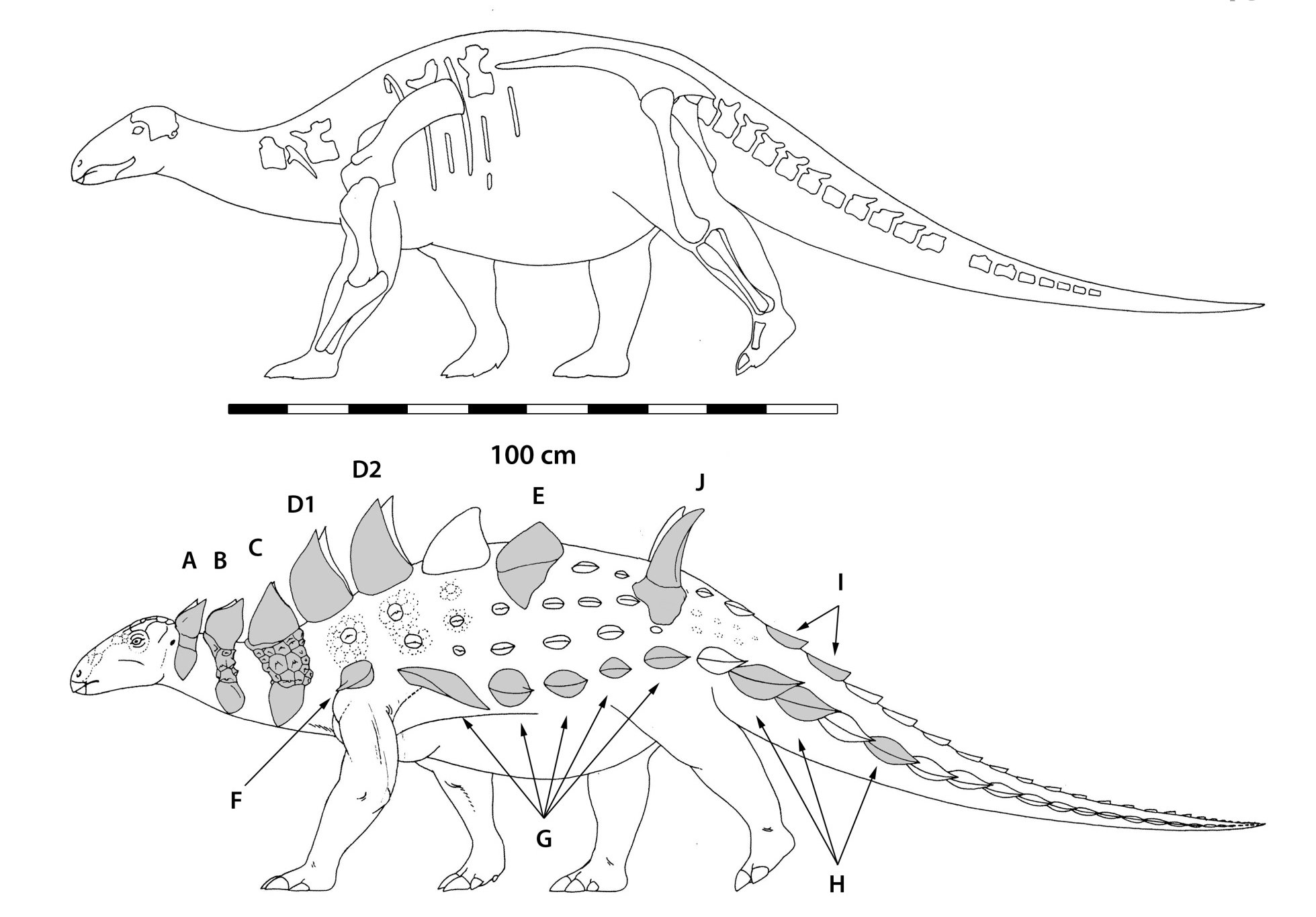
Dessin montrant les os retrouvés d'un struthiosauriné : Struthiosaurus austriacus et une interprétation sur la position de ses plaques osseuses.

La sous-famille des struthiosaurinés est défini par Kirkland et ses collègues comme « le clade le plus inclusif contenant le genre Europelta mais pas les genres Cedarpelta, Peloroplites, Sauropelta ou Edmontonia ».
Ce sont des ankylosauriens nodosauridés qui partagent une combinaison de caractères comprenant : les os prédentaires étroits ; les os carrés non fusionnés, inclinés à moins de 30° par rapport au toit du crâne, avec des condyles 3 fois plus larges que longs ; les dents portées par l'os prémaxillaire et par l'os dentaire sont placées très en avant, proches de la symphyse prédentaire ; le sacrum arqué dorsalement ; des processus acromion dorsaux situés au milieu de la suture du scapulo-coracoïde ; les ischion droits avec une marge dorsale rectiligne ; les membres relativement longs et minces ; un sacrum fusionné qui participe à l'armure.

## Liste des espèces
- † Anoplosaurus de la formation des sables verts de Cambridge de l'Albien supérieur (Crétacé inférieur) d'Angleterre ;
- † Europelta de formation géologique d'Escucha de l'Albien inférieur (Crétacé inférieur) de la province de Teruel, en Espagne. C'est le plus ancien struthiosauriné[2] ;
- † Hungarosaurus de la formation géologique de Csehbánya du Santonien (Crétacé supérieur) de Hongrie ;
- † Struthiosaurus du Campanien et Maastrichtien (fin du Crétacé supérieur) d'Europe (France, Espagne, Autriche et Roumanie. C'est le genre type et le struthiosauriné le plus récent.

## Classification
Caleb Brown et ses collègues en 2017, à la suite de la description du genre Borealopelta, ne reprenennent pas cette subdivision.

## Phylogénie
Kirkland et ses collègues soulignent que les struthiosaurinés ont remplacé les polacanthidés en Europe au cours de l'Albien, en même temps que ces derniers étaient remplacés par les nodosauridés en Amérique du Nord.